# Après le déluge
Après le déluge (en anglais After the Deluge ou The Forty-First Day) est une peinture à l'huile symboliste de l'artiste anglais George Frederic Watts, exposée pour la première fois sous sa forme incomplète en 1886 et achevée en 1891. Il s'agit d'une interprétation du mythe du Déluge, dans lequel après 40 jours de pluie Noé ouvre la fenêtre de son arche afin de voir apparaître un soleil radieux. Watts estime que la société moderne qu'il côtoie subit un vide de valeurs morales et il représentera souvent dans ses œuvres le thème du Déluge et de son nettoyage des "indignes". La peinture prend la forme d'un paysage marin stylisé et dominé par un puissant rayon de soleil à travers les nuages. Bien que ce soit un thème que Watts avait précédemment représenté dans Le Génie de la poésie grecque en 1878, Après le déluge adopte une approche radicalement différente. Avec cette peinture, l'artiste tente d'évoquer un dieu monothéiste dans son acte de création, mais aussi d'éviter de dépeindre le Créateur directement.
Le tableau inachevé est exposé à Whitechapel en 1886, sous le titre volontairement simplifié Le soleil. Watts travaille sur le tableau pendant encore cinq ans, et la version finale est exposée pour la première fois à la New Gallery en 1891. Entre 1902 et 1906, le tableau est exposé dans différents musées à travers le Royaume-Uni pour finalement rejoindre la collection de la Watts Gallery dans la ville de Compton. Comme Watts n'inclut pas Après le Déluge dans son don à la nation de ce qu'il considère comme ses œuvres les plus importantes, il ne figure pas parmi ses tableaux les plus connus. Cependant, il est admiré par de nombreux artistes et est cité comme une influence sur de nombreux autres peintres qui ont travaillé au cours des deux décennies qui ont suivi sa première exposition.